# Liste der Kulturdenkmäler in Leutesdorf
In der Liste der Kulturdenkmäler in Leutesdorf sind alle Kulturdenkmäler der rheinland-pfälzischen Ortsgemeinde Leutesdorf aufgeführt. Grundlage ist die Denkmalliste des Landes Rheinland-Pfalz (Stand: 9. Februar 2023).

## Denkmalzonen
| Bezeichnung            | Lage                                                                  | Baujahr | Beschreibung | Bild            |
| ---------------------- | --------------------------------------------------------------------- | ------- | --- | --------------- |
| Denkmalzone Rheinfront | Rheinstraße 10–19, August Bungert-Allee 6–11, Kleine Fährgasse 2 Lage |         | an der Rheinfront nahezu lückenlose Folge historischer Wohnbauten beiderseits des ehemaligen Zolltors, nördlich des Tores in dichter Reihung, südlich eher aufgelockert | Fotos hochladen |

## Einzeldenkmäler
| Bezeichnung                            | Lage                                                               | Baujahr                           | Beschreibung | Bild                                    |
| -------------------------------------- | ------------------------------------------------------------------ | --------------------------------- | --- | --------------------------------------- |
| Ortsbefestigung                        | August-Bungert-Allee 11, bei Marienburg 1-5                        |                                   | Zolltor (August-Bungert-Allee 11) sowie Turmstumpf an der Marienburg (Marienburg 1-5)                                                                                   | Direkt Bild zu diesem Denkmal hochladen |
| Wohnhaus                               | Allergasse 2 Lage                                                  | 1563                              | Krüppelwalmdachbau, bezeichnet 1563, Hoftor bezeichnet 1574 | Fotos hochladen                         |
| Wohnhaus                               | Allergasse 3 Lage                                                  | 1567                              | Fachwerkhaus, teilweise massiv, bezeichnet 1567 | Fotos hochladen                         |
| Bahnhof Leutesdorf                     | August-Bungert-Allee 5 Lage                                        | um 1870                           | spätklassizistischer Typenbau, um 1870 | Fotos hochladen                         |
| Bungert-Haus                           | August-Bungert-Allee 6 Lage                                        | 1911/12                           | villenartiges Wohnhaus, heutiges Erscheinungsbild von 1911/12, Umbau durch den Kölner Dombaumeister Karl Schauppmeyer                                                   | weitere Bilder Fotos hochladen          |
| Kloster Johannesburg                   | August-Bungert-Allee 7 Lage                                        | 1780                              | auch Löwenburg; siebenachsiger barocker Mansarddachbau, bezeichnet 1780, um 1900 um dreigeschossigen Torbau und langgestreckten, barockisierenden Wohnflügel verlängert | weitere Bilder Fotos hochladen          |
| Wohnhaus                               | August-Bungert-Allee 8 Lage                                        | 1770                              | repräsentativer barocker Mansarddachbau, bezeichnet 1770, Torbogen bezeichnet 1777                                                                                      | weitere Bilder Fotos hochladen          |
| Leyscher Hof                           | August-Bungert-Allee 9 Lage                                        | 1683                              | Walmdachbau, im Kern von 1683 (bezeichnet), im 19. Jahrhundert klassizistisch überformt und erhöht                                                                      | weitere Bilder Fotos hochladen          |
| Wohnhaus                               | August-Bungert-Allee 10 Lage                                       | um 1700                           | Wohnhaus, dreigeschossiger Massivbau, teilweise Zierfachwerk, um 1700, Fassade in der Mitte des 19. Jahrhunderts klassizistisch überformt                               | weitere Bilder Fotos hochladen          |
| Zolltor                                | August-Bungert-Allee 11 Lage                                       | 1533                              | ehemaliges Zolltor; südliche Begrenzung der einstigen Ortsbefestigung; Torhaus, bezeichnet 1533, anschließender Rundturm, 1690 mit Haube versehen                       | weitere Bilder Fotos hochladen          |
| Wohnhaus                               | Brandgasse 3 Lage                                                  | Mitte des 19. Jahrhunderts        | Wohnhaus, fünfachsiger dreigeschossiger klassizistischer Putzbau, Mitte des 19. Jahrhunderts                                                                            | Fotos hochladen                         |
| Wohnhaus                               | Große Fischgasse 6 Lage                                            | 1657                              | zweiflügliges Fachwerkhaus, teilweise massiv, bezeichnet 1657 | weitere Bilder Fotos hochladen          |
| Wohnhaus                               | Große Fischgasse 23 Lage                                           | 1593                              | Fachwerkhaus, teilweise massiv, bezeichnet 1593 und 1804 | weitere Bilder Fotos hochladen          |
| Katholische Kreuzkirche                | Hauptstraße Lage                                                   | 1646–80                           | gotisierender Saalbau, Krypta, 1646–80, Westfront 1662 | weitere Bilder Fotos hochladen          |
| Wohnhaus                               | Hauptstraße 20 Lage                                                | Ende des 19. Jahrhunderts         | repräsentatives Wohnhaus eines Weinguts, barockisierende Fassade, Ende des 19. Jahrhunderts                                                                             | weitere Bilder Fotos hochladen          |
| Torbogen                               | Hauptstraße, zu Nr. 54 Lage                                        | 12. oder 13. Jahrhundert          | romanischer Basalttorbogen des ehemaligen Burghauses bzw. des Klosterhofes des Augustiner-Chorfrauen-Klosters St. Barbara, Koblenz                                      | Fotos hochladen                         |
| Relief                                 | Hauptstraße, an Nr. 54 Lage                                        | 18. Jahrhundert                   | im Sockel des Wohnhauses: Relief einer Kreuzwegstation, 18. Jahrhundert                                                                                                 | Fotos hochladen                         |
| Wegekapelle                            | Hauptstraße, gegenüber Nr. 99 Lage                                 | 19. Jahrhundert                   | Wegekapelle, tonnengewölbter Putzbau, 19. Jahrhundert | Fotos hochladen                         |
| Katholische Pfarrkirche St. Laurentius | Hauptstraße 104 Lage                                               | um 1200                           | romanischer Turm, um 1200, Chorraum 15. Jahrhundert, Schiff 1728–30; auf dem Kirchhof Kapelle mit Kielbogendach, 18. Jahrhundert oder älter                             | weitere Bilder Fotos hochladen          |
| Ölbergkapelle                          | Hauptstraße, neben Nr. 121 Lage                                    | 1684                              | Ölbergkapelle, welsches Dach, 1684, Kurtriererischer Hofbaumeister Johann Christoph Sebastiani (?)                                                                      | weitere Bilder Fotos hochladen          |
| Wohnhaus                               | Hintergasse 1 Lage                                                 |                                   | Putzbau, im Kern eventuell mittelalterlich | Fotos hochladen                         |
| Wohnhaus                               | Hintergasse 3 Lage                                                 | 1602                              | Fachwerkhaus, teilweise massiv, bezeichnet 1602 | Fotos hochladen                         |
| Wohnhaus                               | Hintergasse 5 Lage                                                 | 15. oder 16. Jahrhundert          | Fachwerkhaus, teilweise massiv, 15. oder 16. Jahrhundert | Fotos hochladen                         |
| Spitzhaus                              | Hintergasse 11 Lage                                                | 16. oder 17. Jahrhundert          | Fachwerkhaus, teilweise massiv, verputzt, wohl aus dem 16. oder 17. Jahrhundert                                                                                         | weitere Bilder Fotos hochladen          |
| Siechenkreuz                           | In der Betz, zwischen Nr. 21 und 23 Lage                           | 1643                              | Siechenkreuz, 1643; kleine Grab- oder Wegekreuze, 17. und 18. Jahrhundert                                                                                               | Fotos hochladen                         |
| Fronhof                                | Kirchstraße 2 Lage                                                 | 1550                              | Bruchsteinscheune 1550, Wohnhaus 1776 verändert | weitere Bilder Fotos hochladen          |
| Wohnhaus                               | Kirchstraße 4 Lage                                                 | 18. Jahrhundert                   | Fachwerkhaus, teilweise massiv, 18. Jahrhundert | weitere Bilder Fotos hochladen          |
| Wohnhaus                               | Kirchstraße 8 Lage                                                 | um 1800                           | stattliches Zeilenwohnhaus, um 1800 (?) | Fotos hochladen                         |
| Wohnhaus                               | Kirchstraße 11/13 Lage                                             | 17. Jahrhundert                   | massiver Putzbau, im Kern eventuell aus dem 17. Jahrhundert, im 18. und 19. Jahrhundert überformt                                                                       | Fotos hochladen                         |
| Nonnenhof                              | Kirchstraße 26a, Oelbergstraße 17 Lage                             | 1780                              | ehemaliger Hof des Nonnenklosters St. Thomas bei Andernach; Dreiflügelanlage, teilweise Fachwerk, Hofhaus angeblich von 1780                                            | Fotos hochladen                         |
| Wohnhaus                               | Kleine Fischgasse 2 Lage                                           | 15. Jahrhundert                   | stattliches Fachwerkhaus, teilweise massiv, 15. Jahrhundert, zweizoniger Anbau, um 1600                                                                                 | Fotos hochladen                         |
| Hofanlage                              | Krautsgasse 17 Lage                                                | 15. Jahrhundert                   | Hofanlage; Fachwerkhaus, teilweise massiv, 15. Jahrhundert, Wirtschaftsgebäude, teilweise Fachwerk, Hofmauer mit steinernem Torbogen                                    | Fotos hochladen                         |
| Marienburg                             | Marienburg 1–5 Lage                                                | 17. oder 18. Jahrhundert          | ehemaliges Hofgut der Abtei St. Marien zu Herford; stattlicher Barockbau; Gesamtanlage mit Park, sogenanntem Pächterhäuschen, 1794, und Wirtschaftsgebäude, um 1900     | weitere Bilder Fotos hochladen          |
| Umspannzentrale                        | Neuer Weg 7 Lage                                                   | um 1920/30                        | ehemalige Umspannzentrale; neuklassizistischer Putzbau, Giebelrelief, um 1920/30                                                                                        | Fotos hochladen                         |
| Alte Brennerei                         | Oelbergstraße 12a Lage                                             | um 1880–90                        | ehemalige Alte Brennerei, Backsteinbau mit quadratischem Schlot, um 1880–90                                                                                             | Fotos hochladen                         |
| Wohnhaus                               | Rheinstraße 13 Lage                                                |                                   | Mansarddachbau, Fachwerkzwerchhaus | weitere Bilder Fotos hochladen          |
| Wohn- und Gasthaus                     | Rheinstraße 14 Lage                                                | 1794                              | fünfachsiges Wohn- und Gasthaus; Mansarddachbau, bezeichnet 1794 | weitere Bilder Fotos hochladen          |
| Wohnhaus                               | Rheinstraße 15 Lage                                                | 17. Jahrhundert                   | dreigeschossiges Fachwerkhaus, 17. Jahrhundert, massives Erdgeschoss aus dem 18. oder 19. Jahrhundert                                                                   | weitere Bilder Fotos hochladen          |
| Wohnhaus                               | Rheinstraße 18 Lage                                                | 1698                              | Wohnhaus; massives Erdgeschoss, bezeichnet 1698, Zierfachwerk des 17. Jahrhunderts                                                                                      | Fotos hochladen                         |
| Wohnhaus                               | Rheinstraße 19 Lage                                                | 16. Jahrhundert                   | Wohnhaus; Zierfachwerk aus dem 16. Jahrhundert, massive Erneuerung, Putz- und verschieferte Partien bezeichnet 1698                                                     | weitere Bilder Fotos hochladen          |
| Wohnhaus                               | Rheinstraße 20 Lage                                                | 16. oder 17. Jahrhundert          | zweigiebliges Wohnhaus, teilweise verschiefert, Fachwerk wohl aus dem 16. oder 17. Jahrhundert                                                                          | weitere Bilder Fotos hochladen          |
| Gasthaus Kurtrierischer Hof            | Rheinstraße 21 Lage                                                | um 1800                           | Mansarddachbau, um 1800 (?) | weitere Bilder Fotos hochladen          |
| Wohnhaus                               | Rheinstraße 22 Lage                                                | 17. Jahrhundert                   | dreiachsiges Wohnhaus, Zwerchhaus mit Schweifgiebel, 17. Jahrhundert | weitere Bilder Fotos hochladen          |
| Wohnhaus                               | Vordergasse 2 Lage                                                 | 16. Jahrhundert                   | Wohnhaus oder ehemaliger Streckhof; Fachwerkhaus, teilweise massiv, 16. Jahrhundert                                                                                     | Fotos hochladen                         |
| Wohnhaus                               | Vordergasse 3 Lage                                                 | spätes 15. Jahrhundert            | Fachwerkhaus, teilweise massiv, wohl noch aus dem 15. Jahrhundert, Hoftor bezeichnet 1603                                                                               | Fotos hochladen                         |
| Torbogen                               | Vordergasse, zu Nr. 5 Lage                                         | 1603                              | Hoftor, Basalt, bezeichnet 1603 | Fotos hochladen                         |
| Wohnhaus                               | Vordergasse 6/9 Lage                                               | 1659                              | Fachwerkhaus, teilweise massiv, bezeichnet 1659; kleiner, wohl etwas jüngerer Anbau                                                                                     | Fotos hochladen                         |
| Kurtrierischer Zehnthof                | Zehnthofstraße 5 Lage                                              | 1618                              | ehemaliger kurtrierischer Zehnthof; winkelförmige Anlage, 1618, im 19. Jahrhundert teilweise überformt; rheinseitige Stützmauer, 16. Jahrhundert                        | weitere Bilder Fotos hochladen          |
| Wohnhaus                               | Zehnthofstraße 16 Lage                                             | 16. Jahrhundert                   | Fachwerkhaus, teilweise massiv, 16. Jahrhundert | Fotos hochladen                         |
| Wohnhaus                               | Zehnthofstraße 17 Lage                                             | um 1700                           | Fachwerkhaus, teilweise massiv, um 1700 | Fotos hochladen                         |
| Wohnhaus                               | Zehnthofstraße 19 Lage                                             | erste Hälfte des 16. Jahrhunderts | Fachwerkhaus, teilweise massiv, erste Hälfte des 16. Jahrhunderts | Fotos hochladen                         |
| Wohnhaus                               | Zehnthofstraße 24 Lage                                             | 17. Jahrhundert                   | schmales Fachwerkhaus, teilweise massiv, 17. Jahrhundert | Fotos hochladen                         |
| Wohnhaus                               | Zehnthofstraße 26 Lage                                             |                                   | stattlicher Krüppelwalmdachbau, Bruchstein, Basaltsteineinfassungen, teilweise Fachwerk                                                                                 | Fotos hochladen                         |
| Hubertusburg                           | nordwestlich des Ortes an der B 42 Lage                            | 1902                              | Hofanlage; Wohnhaus im Landhausstil, 1902 | BW                                      |
| Hochkreuz                              | nordwestlich der Ortslage im Weinberg (Werner-Hammschlag-Weg) Lage | 1856                              | neugotische Kreuzigungsgruppe, bezeichnet 1856 | Fotos hochladen                         |

## Ehemalige Kulturdenkmäler
| Bezeichnung   | Lage                          | Baujahr | Beschreibung | Bild |
| ------------- | ----------------------------- | ------- | --- | ---- |
| Blaue Kapelle | Zehnthofstraße, zu Nr. 7 Lage | 1965    | Kapelle des ehemaligen Exerzitienhauses (Johannes-Haw-Heim), 1965, bedeutende Glasfenster von Johannes Schreiter; nach Ausbau der Fenster abgebrochen und aus Denkmalliste gelöscht | BW   |